# 牧野忠精
牧野 忠精（まきの ただきよ）は、越後長岡藩の第9代藩主。長岡藩系牧野家宗家10代。第8代藩主・牧野忠寛の長男。老中を務めた、寛政の遺老の一人。

## 生涯

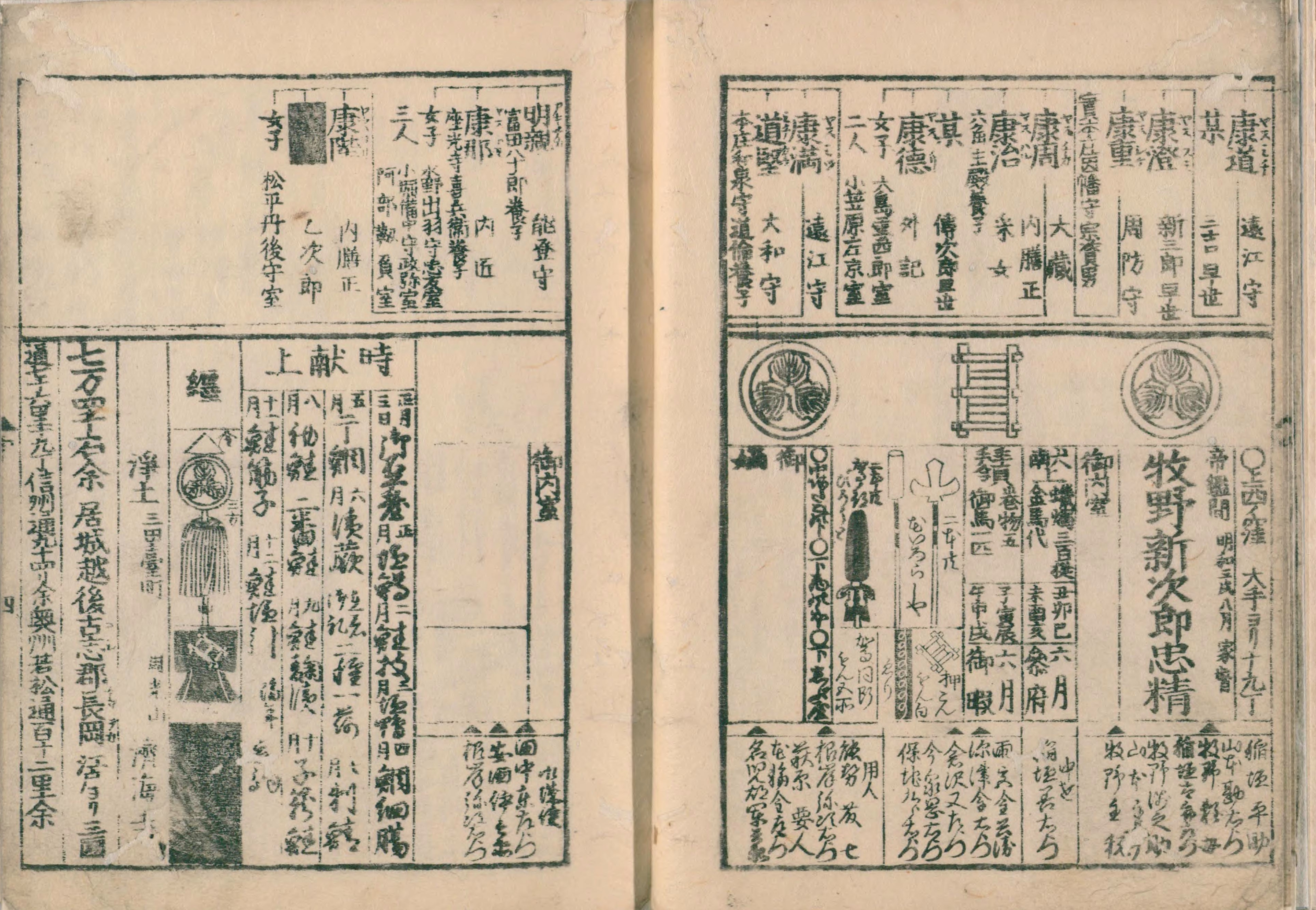
『安永三年 大名武鑑』（安永3年（1774年）刊）より越後長岡藩牧野忠精の箇所

宝暦10年10月19日（1760年11月26日）に生まれる。明和3年（1766年）、父の死去により6歳で家督を相続する。高野余慶に学問を学び、家老・山本精義が補佐する。治世当初、新潟明和騒動が起こる。明和6年（1769年）に長岡城内にあった牧野忠辰を祭神する蒼柴神社の移転工事を決定して城東の山林の開拓を行い、天明元年（1781年）に完成し、社地の三官山を悠久山と改名する。
長男の忠鎮が松平定信の縁戚に当たることから、奏者番、寺社奉行、大坂城代、京都所司代、老中など要職を歴任した。また京都所司代時代は伊藤東所に学ぶ。
宝暦3年（1753年）に失っていた長岡船道の信濃川運送特権を川筋の諸藩と協議した末、天明8年（1788年）に回復する。

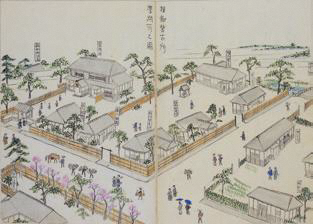
藩校崇徳館を描いた絵図。『長岡城之面影』（小川當知画、槇神明宮所蔵）より

文化5年（1808年）藩校崇徳館を開校し、文化12年（1815年）に古文辞学を修めた秋山景山や古義学者で藩に招いた伊藤東岸を藩校の校長職である都講に任命する。
文化15年（1818年）2月から村上藩と共同で三潟付近の排水工事と新水路掘削工事を行い、出雲崎代官の異議を押さえて文政3年（1820年）に完成させて、238町歩の水腐地の良田化と2,600石余りの新田開発に成功する。
しかし一方で、先代に引き続き災害に見舞われ、長岡藩政史上でも損害が大きい洪水が天明元年と寛政元年（1789年）に起こり、2度とも長岡城が浸水し、天明期には藩内の流家・潰家840件、寛政期の洪水では流家・潰家585件及び6万6,000石以上という、表高の9割、実高の半分以上の米穀損害高を出し、天明4年（1784年）の大飢饉（天明の大飢饉）、文政11年（1828年）11月12日の三条地震では長岡城の施設の大破、城下潰家220件、郷中潰家3,522件、田畑荒廃955町歩余り、死者442人などの被害が出、その翌年には大風で城内破損35箇所、家屋倒壊162戸などの被害を受けている。
また、治世中の藩邸の所在が変更されることが多く、文政年中に3つあった江戸藩邸下屋敷のうち1つを手放し、家督相続当初は西之窪にあった上屋敷を西の丸下、小川町、日比谷御門下、大名小路の順に移転している。
天保2年7月10日（1831年8月17日）に死去した。享年72。

## 人物像

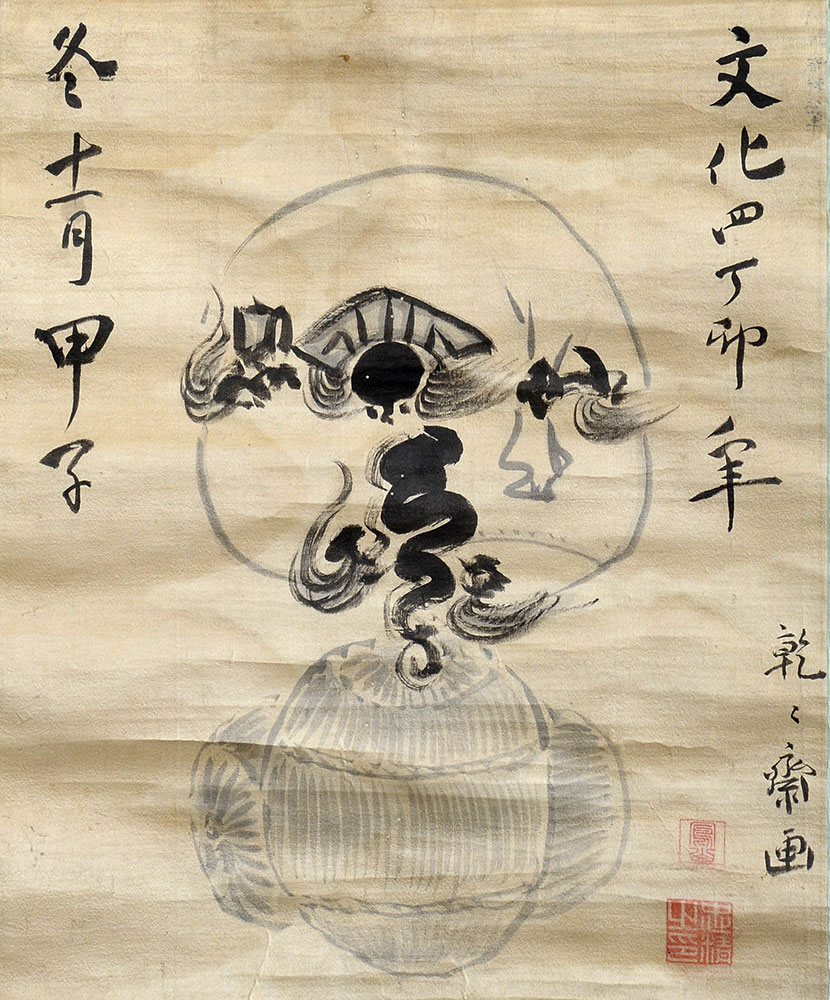
牧野忠精画『雨龍』（あまりょう）。文化4年（1807年）。長岡市立中央図書館蔵

- 妻とともに長岡藩主家牧野氏の中では長命で、治世も長岡藩主中で最長であった。
- 幼い頃から雨龍（あまりょう。雨をもたらす想像上の小龍）の絵をよく描き、家臣や庶民にも与えた。

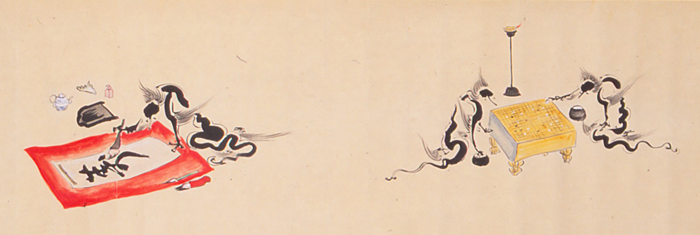
書をする雨龍と囲碁をする雨龍。牧野忠精画『雨龍横巻十三態』（天明5年（1785年）。牧野子爵家旧蔵、長岡市立中央図書館蔵）より。庄内藩主酒井忠徳に請われて描いたもの。

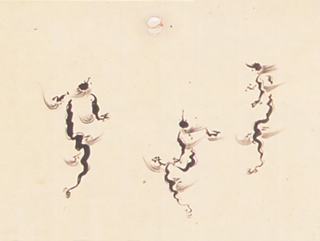
『雨龍横巻十三態』蹴鞠
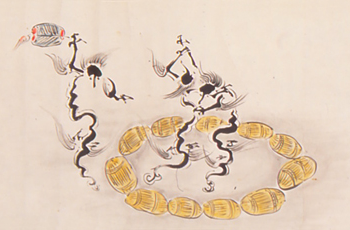
『雨龍横巻十三態』相撲

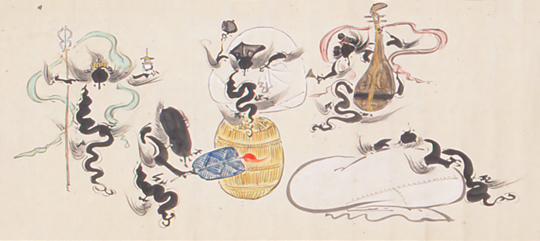
七福神､左から毘沙門天、福禄寿、大黒天、弁財天、布袋尊
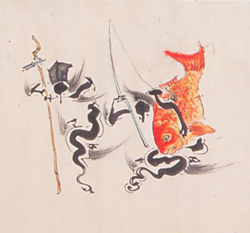
七福神､寿老人と恵比寿天

- 側室の菅浦を寵愛し、菅浦が権勢を振るっていた時期があったが、萩原貞左衛門の諫言で菅浦を退けたという。
- 1982年の済海寺での緊急遺骨調査によると左大腿骨による推定身長は153.7cmくらいと低身長で、歴代藩主でも華奢な体格であったとしている。また、正室の満勢姫の推定身長は138.4cmくらいで太さも細いとしている。
- 和歌は冷泉家から懐紙相伝の免状を得ている。

## 偏諱を与えられた人物
- 山本精義

## 官職位階歴
- 1775年（安永4年）従五位下備前守。
- 1781年（天明元年）奏者番。
- 1787年（天明7年）12月23日、寺社奉行。
- 1792年（寛政4年）8月27日、大坂城代、従四位下。
- 1798年（寛政10年）12月8日、京都所司代、侍従。
- 1801年（享和元年）7月11日、老中。
- 1816年（文化13年）10月13日、老中免。
- 1828年（文政11年）老中再任。
- 1831年（天保2年）老中辞任、隠居

## 家臣

### 武鑑掲載の家臣
- 参考は石井良助「編年江戸武鑑 文政武鑑 5」（柏書房）に掲載された須原屋茂兵衛蔵版の文政8年と文政11年の武鑑。

《老中辞任中の文政8年刊行の武鑑での掲載内容》
【家老など】
稲垣平助、山本勘右衛門、牧野市右衛門、牧野平左衛門、稲垣太郎左衛門（定府）、牧野頼母、牧野隼之助
【中老】
倉沢又右衛門、槇内蔵助、毛利幾右衛門（定府）、今泉主悦、名児那寛左衛門（定府、城使兼務）
【用人】
長尾五郎太夫、深沢三郎兵衛、菅沼助八郎（定府、附兼務）、安田渡、九里隼人、柿本庄右衛門
【城使】（兼務者除く）
能勢記内
【添役】
倉沢主鈴
【附】
（菅沼助八郎以外の掲載者なし）
《老中再任時の文政11年刊行の武鑑での掲載内容》
【家老など】
稲垣平助、山本帯刀、牧野市右衛門、牧野平左衛門、稲垣太郎左衛門（定府）、牧野頼母、牧野隼之進
【中老】
柿本五左衛門、倉沢又右衛門、槇内蔵助、毛利幾右衛門（定府）、今泉岡右衛門、安田多膳（定府）、深沢三郎兵衛（定府）、萩原要人
【用人】
九里孫左衛門、根岸弥次右衛門、倉沢仁輔（定府、公用人兼務）、池田小左衛門（定府、公用人兼務）、菅沼助八郎（定府、附兼務）、小林儀右衛門（定府）、柿本庄右衛門
【附】
（用人の菅沼助八郎以外の掲載者なし）
【公用人】
（用人と兼務している者を除く）
長尾五郎大夫（定府）、毛利沖之進（定府）

## 系譜
父母
- 牧野忠寛（父）
- 長姫、俊光院 - 大岡忠光の娘（母）

正室
- 満勢姫 - 青山忠高の娘

側室
- 菅浦

ほか計2人
子女
- 牧野忠鎮（長男） 生母は満勢姫
- 石川総親（次男）
- 牧野忠雅（四男） 生母は満勢姫
- 牧野康命（六男）
- 太田資言正室
- 松平信順正室
- 西尾忠宝正室、のち水野忠実継室
- 青山幸寛正室

養女
- 婉姫 - 牧野忠鎮正室、のち内藤信敦正室、松平定信の娘